# Six Flags México
Six Flags México es un parque de diversiones ubicado en la Ciudad de México. Es el primer parque Six Flags en inaugurarse fuera de los Estados Unidos y Canadá, perteneciente a la cadena Six Flags, Inc. y con sede en la ciudad de Nueva York. Se localiza al sur de la Ciudad de México en las faldas del Ajusco, en la Colonia Héroes De Padierna de la Alcaldía Tlalpan.

## Historia

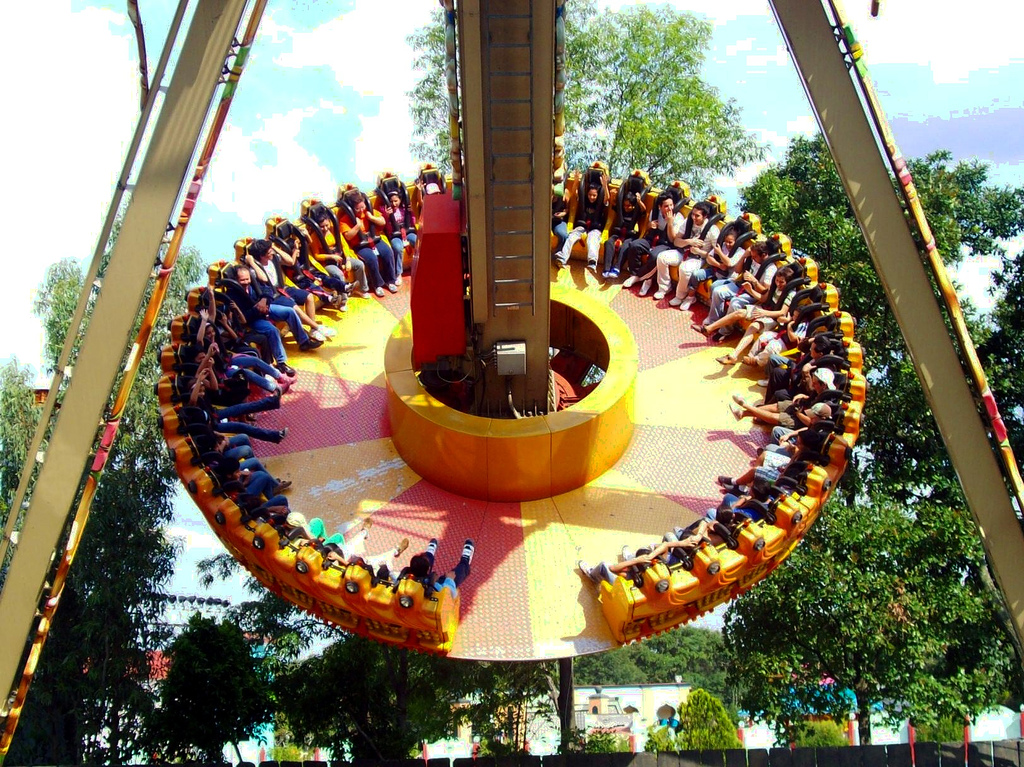
Atracción "Vudú" (actualmente ya no operativa)

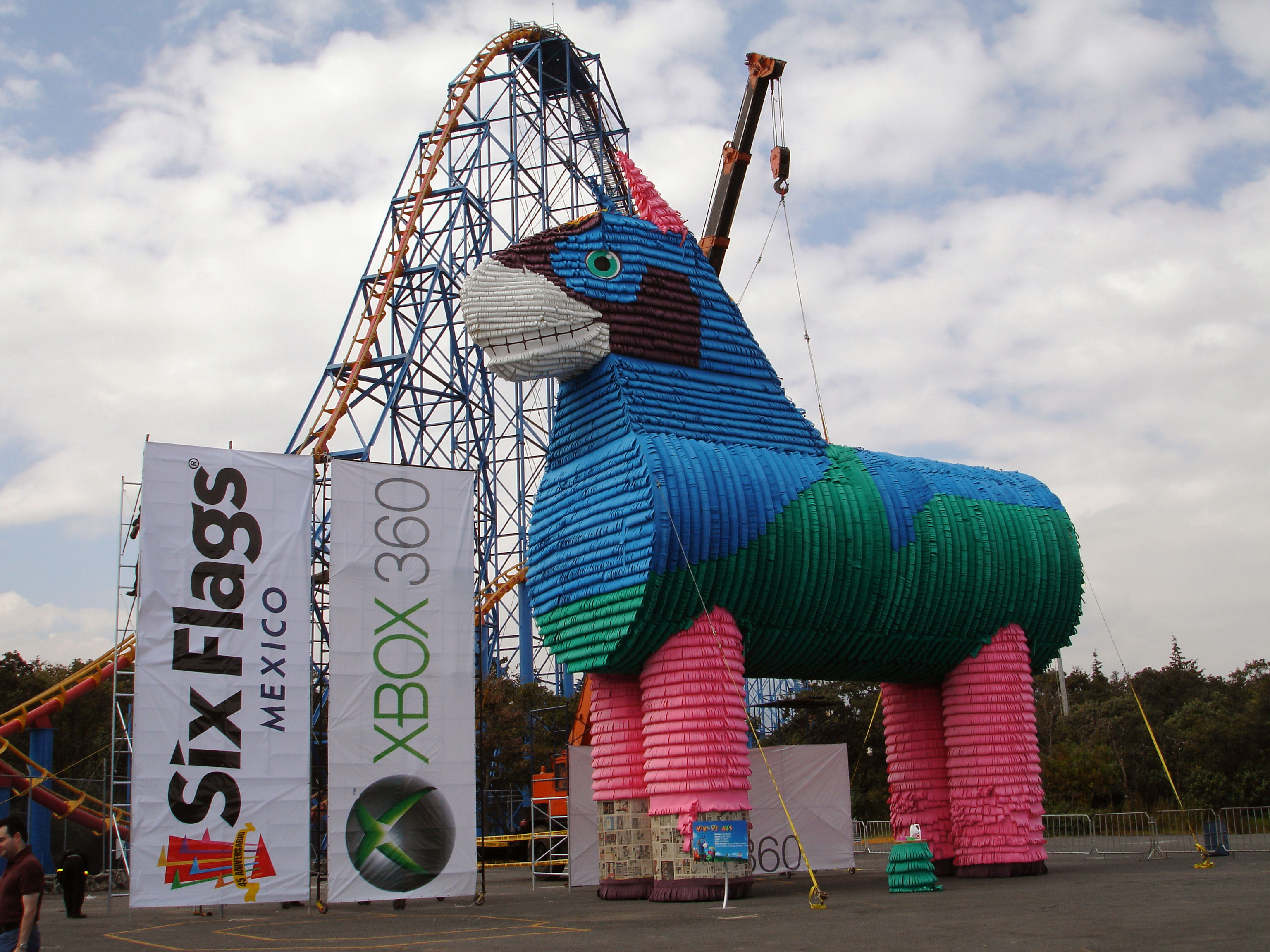
La piñata más grande del mundo.

Anteriormente, el parque había sido concebido como Reino Aventura el 24 de agosto del año 1982. Diez años después, un inminente cambio se llevó a cabo cerrando sus puertas durante un tiempo para la remodelación y la adquisición de nuevas atraccione ys mecánicas. Sin embargo no fue hasta marzo del año 1999, que Premier Parks, la compañía dueña de la multinacional Six Flags, anunció que había comprado a Reino Aventura. De este modo se sometió a una inversión de aproximadamente 40 millones de dólares, y más tarde, el parque reabrió sus puertas el 14 de abril del año 2000, bajo el nuevo nombre de Six Flags México. De este modo el parque cambió de imagen drásticamente, expandiéndose y ofreciendo numerosas y nuevas experiencias nunca antes vistas en la Ciudad de México.

### Temporada 2012–2013
The Joker
El 7 de enero del año 2013, Six Flags México anunció una nueva atracción llamada The Joker a través de una imagen donde se veía una montaña rusa con un coche morado y con el riel verde. A través de un video y una nota publicados por Six Flags, nombrados como "Big Announcement/Six Flags 2013 Announcement" se anunciaban nuevas atracciones de todo tipo para la cadena de parque Six Flags, incluyendo a Six Flags México. El nuevo juego mecánico ya había comenzado su construcción a finales del año 2012 y por lo tanto, la gente se percató de ello antes del anuncio en Facebook. Así, poco a poco se comentaba más al respecto, a través de fotos y comentarios en las redes sociales. A partir de ese momento Six Flags México fue mostrando cada vez más publicaciones a través de la red social de la nueva atracción. Esto atrajo gran atención del público en general y de los fanáticos, ya que no había ocurrido un acontecimiento importante en el parque desde la apertura de Superman: El Último Escape en el año 2004. Por lo tanto, en un inicio, la nueva atracción causó gran popularidad, además de tratarse de la primera montaña rusa giratoria en el parque. The Joker se inauguró a inicios de marzo del año 2013. Este acontecimiento fue el más popular durante ese tiempo hasta que se anunció que la emblemática montaña rusa de madera, Medusa, cerraría el 18 de agosto de ese mismo año.

### Temporada 2013-2014
Medusa Steel Coaster
En verano del año 2013, tras un anuncio en la página oficial de Six Flags México y en su página de Facebook a través de varias publicaciones, se dio a conocer que la montaña rusa Medusa cerraría el 18 de agosto del año 2013, invitando a los visitantes a montar la atracción una última vez antes del cierre. Tras esta noticia, los rumores que tiempo atrás rondaban afirmando que Medusa sería remodelada, se incrementaron, mencionando que sería reconstruida por la manufacturadora Rocky Mountain. Y así fue, ya que el 29 de agosto, de nueva cuenta en su página web oficial y en Facebook, Six Flags México dio la noticia de que Medusa sería reinventada en su totalidad, nombrándola desde ahora como Medusa Steel Coaster. Se publicó un video demostrativo donde se ve el nuevo trayecto de Medusa, afirmando que sería "más alta, más rápida y más suave", además de contar con 7 nuevas maniobras; 3 inversiones (rizos que ponen de cabeza a los pasajeros) y 4 curvas peraltadas que esta vez estarían en un ángulo vertical. Esta nueva tecnología es posible gracias a un tratamiento especial conocido como Iron Horse Treatment, donde las vías son reemplazadas por unas nuevas de acero. Las ventajas de ello son una sensación "mucho más suave", prometiendo un recorrido sin vibraciones, comparado con la versión antigua de madera. La construcción comenzó a inicios de septiembre. La inauguración de la nueva Medusa Steel Coaster se llevó a cabo el 14 de junio del año 2014. A dicho evento fueron invitados como "padrinos de honor" Eugenio Derbez, Drake Bell y Danna Paola, la Jefa Delegacional de Tlalpan, Maricela Contreras, el director de Servicios Turísticos de la Secretaría de Turismo de la Ciudad de México, Felipe Carreón y el representante de Six Flags, John Odum, en donde, simulando la activación de una bomba, inauguraron la atracción.

### Temporada 2014-2015
Sky Screamer
El 28 de agosto del año 2014, el parque a través de su página oficial, por la red social Facebook, y por un video publicado en su canal de YouTube, dio a conocer que una nueva atracción, Sky Screamer, llegaría al parque y abriría en 2015. La atracción consiste en una torre con sillas tipo columpio giratorias, similar a unas "sillas voladoras" o a la atracción "Villanos de Gotham City" del mismo parque, pero que se eleva a una altura de 74 metros, equivalente a un edificio de 24 pisos, mientras que las sillas giran a una velocidad de 64 km/h. El 5 de marzo del año 2015, se llevó a cabo la inauguración oficial de Sky Screamer, teniendo como "padrinos de honor" a la banda mexicana de pop-rock Moderatto; Brett Petit, vicepresidente sénior de Six Flags y al Secretario de Turismo de la Ciudad de México, Miguel Torruco Marqués, quienes dieron la salida al primer vuelo de Sky Screamer. Esta torre se convirtió en la estructura más alta del parque, desde la cual se puede gozar de una vista panorámica de todo el parque y del sur de la Ciudad de México. En el año 2018, tras la apertura de Wonder Woman Coaster, cambia de nombre a Supergirl Sky Flight.

### Temporada 2015-2016
Justice League: Battle For Metropolis 4D
El 3 de septiembre del año 2015, se anunció que en el año 2016 se abriría una nueva atracción, Justice League: Battle For Metropolis 4D, abierto el 4 de marzo del año 2016. Incluye elementos 4D y 3D en alta definición y animatrónicos en todo el paseo, en el que los asistentes llevan gafas de 3D y van montados en coches con movimiento. Cuenta con efectos especiales de fuego, disparos de cañón y explosiones y el área de espera y abordaje también es interactiva por lo que resulta de las atracciones de este tipo más inmersivas y con gran inversión tecnológica dentro del el parque. Esta atracción fue llevada a varios parques de la cadena Six Flags, entre los que se incluyó el de México. Para ello se construyó un nuevo recinto cerca de la entrada trasera del parque, a un costado de Batman the Ride.

### Temporada 2016-2017
Caída al Abismo VR
La experiencia, inaugurada el 19 de julio del año 2017 y ubicada en la atracción Triple Torre Kilahuea, disponía de realidad virtual sólo por tiempo limitado. Según el anuncio promocional, fue basada en una confrontación con unas arañas gigantes y mutantes, las cuales se tienen que derrotar disparando con un arma. Al final del recorrido se mostraba la puntuación que ha logrado cada visitante. La experiencia utilizaba visores Samsung Gear VR y la tecnología de Oculus. 
Ataque Galáctico VR
El 4 de febrero del año 2017, en el sitio web, se anunció la nueva atracción sólo por tiempo limitado: "Ataque Galáctico VR", en la atracción Medusa Steel Coaster. Se trató de la primera montaña rusa de Norteamérica completamente integrada con realidad virtual, accionada por el visor Samsung Gear VR y por la tecnología de Oculus, para desarrollar una experiencia multidimensional de una montaña rusa virtual. Esta experiencia se ubicaba en Medusa Steel Coaster, pero en julio del año 2017 se trasladó a la Triple Torre Kilahuea, ofreciendo otra nueva experiencia de realidad virtual en el parque.

### Temporada 2017-2018
Wonder Woman Coaster
El 31 de agosto del año 2017, a través del anuncio oficial de la cadena Six Flags, se reveló una nueva montaña rusa para Six Flags México, basada en la temática de la Mujer Maravilla, y llamada finalmente Wonder Woman Coaster. Tras varias especulaciones y rumores de que llegaría un nuevo juego al parque, se esperaba una atracción de clase menor. Pero, sorpresivamente se trató de una 4D Free Spin Coaster, una montaña rusa de cuarta dimensión, la primera y hasta ahora única en Latinoamérica. Tiene una altura 34 metros, equivalente a un edificio de 12 pisos, y cuenta con un ascenso vertical de 90°. La montaña rusa se ubica a un costado de la atracción SuperGirl Sky Flight y Batman: The Ride. Fue inaugurada el 31 de mayo, únicamente con medios, prensa e invitados especiales presentes. La apertura oficial al público fue un día después, el 1 de junio del año 2018.
DC Universe
En el año 2018, se lleva a cabo una remodelación a gran escala del área de Hollywood, tematizando más de la mitad de sus atracciones e instalaciones: Sky Screamer cambió de nombre a Supergirl Sky Flight y Splash a Aquaman Splashdown. La tienda de suvenires que se ubica a un costado de Sky Screamer, se modificó para exhibir y vender artículos de todos los superhéroes de DC Comics.
DC Universe se abrió junto con la llegada de la montaña rusa Wonder Woman Coaster, el 1 de junio del año 2018, con las siguientes atracciones: Batman the Ride, Justice League: Battle for Metropolis 4D, Supergirl Sky Flight, Aquaman Splashdown y Go Karts: Teen Titans. En el año 2020, se cambió el nombre a esta zona por Villa Hollywood, pero conservando la temática de DC y los nombres de las atracciones.

### Temporada 2018-2019
Bugs Bunny BoomTown y DC Super Friends
El 31 de agosto del año 2018, se anunció que Six Flags México recibiría 2 nuevas áreas infantiles: Bugs Bunny BoomTown y DC Super Friends, que abrieron en la temporada del año 2019, reemplazando la antigua área del circo de Bugs Bunny y sus amigos. Estas nuevas áreas cuentan con 13 atracciones, 6 de ellas nuevas.

### Temporada 2019-2021

#### CraZanity
Previamente a la construcción, algunos medios habían especulado que llegaría una atracción gigantesca al parque, pero sin dar
información verídica. No fue hasta el comunicado oficial de Six Flags que se anunció Crazanity para el año 2020, aunque sin fecha concreta, hasta que se supo que empezaría a operar justo antes de vacaciones de Semana Santa, con una instalación previa durante febrero e inaugurándose el 12 de marzo del año 2020. Con la llegada de Crazanity se realizó un cambio importante en la modificación y panorama del parque, ya que esta atracción se ubica donde anteriormente se encontraba el Teatro Chino. Por sus características, al llegar a una altura máxima de 52.5 m de alto en operación, se le galardonó como el péndulo más grande del mundo, al igual que a su hermano del mismo nombre, que se encuentra en Six Flags Magic Mountain.

## Atracciones

### Atracciones Extremas
| Nombre                     | Descripción | Localización     | Manufacturadora             | Inauguración | Altura | Velocidad | Longitud |
| -------------------------- | --- | ---------------- | --------------------------- | ------------ | ------ | --------- | -------- |
| Crazanity                  | Góndola circular de gran tamaño tipo Giga Discovery, que ejecuta movimientos pendulares, al mismo tiempo que gira sobre su propio eje. Realiza estos movimientos llegando a una altura equivalente hasta de 17 pisos y con una inclinación de 30 grados. | Villa Hollywood  | Zamperla                    | 12/03/2020   | 52.5 m | 120 km/h  | —        |
| Wonder Woman Coaster       | Montaña rusa de cuarta dimensión. Es la primera montaña rusa en su tipo en Latinoamérica. Está tematizada con el personaje femenino más popular de DC, la Mujer Maravilla. Su característica principal es que su recorrido lo realiza en trenes individuales hasta para 8 personas cada uno, donde cada góndola gira sobre su propio eje, poniendo de cabeza a los pasajeros con vueltas repentinas hasta en 6 o más ocasiones, generando una sensación de caída libre. Independiente del mismo trayecto de los rieles, las góndolas girarán libremente, por lo tanto cada viaje será totalmente diferente. | Villa Hollywood  | S&S Sansei Technologies     | 01/06/2018   | 34 m   | 60 km/h   | 360 m    |

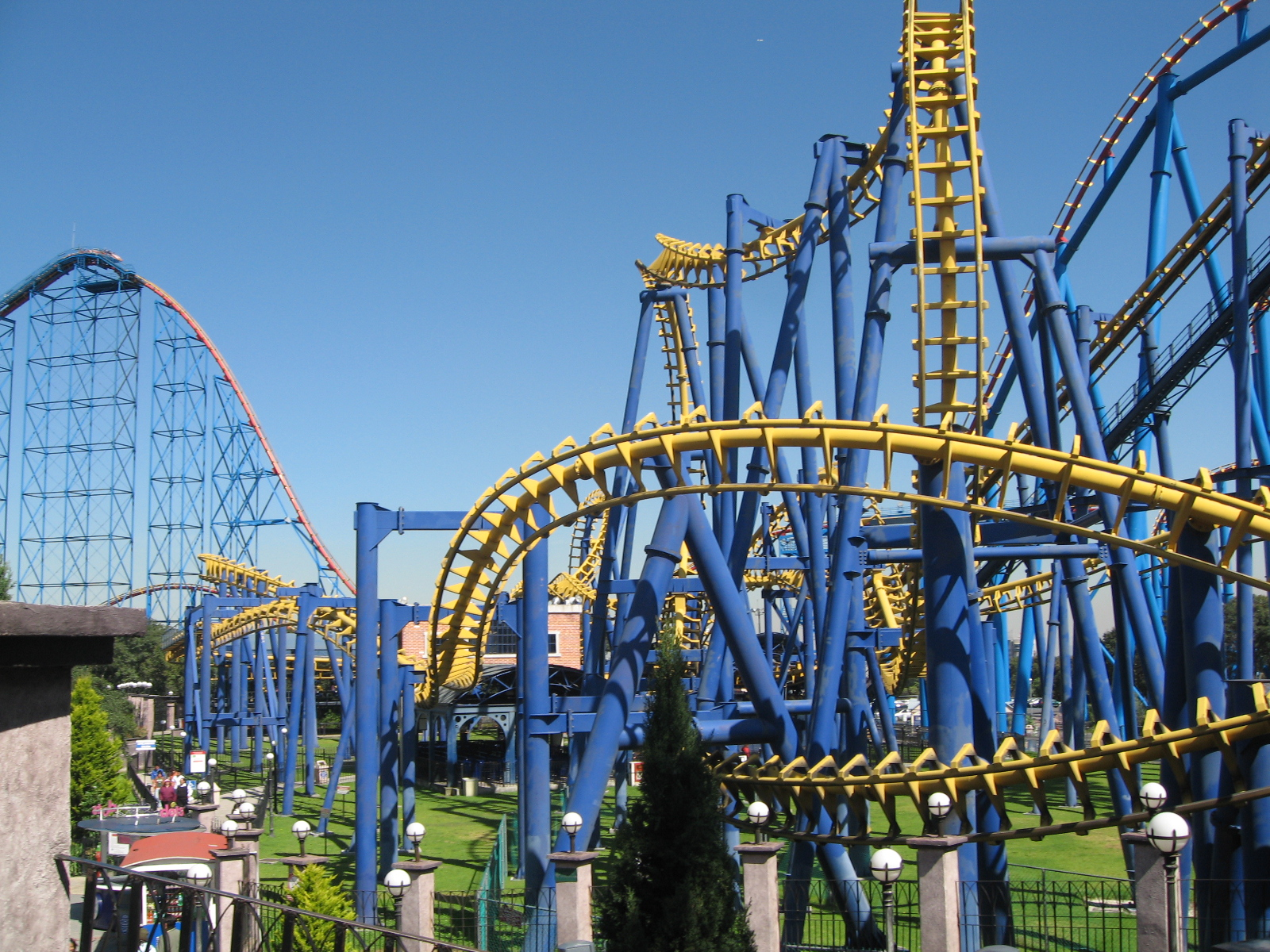
Batman: The Ride y de fondo Superman: El Último Escape

| Superman: El Último Escape | Montaña rusa de tipo Hypercoaster, considerada la más alta de México. A tan solo 7 meses de su inauguración, la atracción recibió a un millón de pasajeros. Cuenta con varias caídas, airtime y 2 helix, que son caídas de forma circular donde el riel se encuentra muy inclinado, pero sin llegar a ser un loop. Su zona de fila tiene una tematización que se asemeja a las oficinas donde trabaja el personaje de DC Clark Kent, es decir, Superman. | Pueblo Mexicano  | D.H. Morgan Manufacturing   | 18/11/2004   | 67 m   | 123 km/h  | 1.708 m  |
| Medusa Steel Coaster       | Es la primera montaña rusa híbrida en México, segunda más alta y rápida del parque. Anteriormente Medusa contaba con rieles de madera recubiertos con acero. Ahora son totalmente de acero. Aún conserva las curvas peraltadas de su versión anterior, sin embargo actualmente son mucho más pronunciadas. Cuenta con 3 inversiones. Incluyendo una en la primera caída del trayecto con un estilo "rizo", haciéndola única en su especie en Latinoamérica. Desde su remodelación la experiencia mejoró, pues el trayecto es muy suave y sin movimientos bruscos.                                           | Pueblo Vaquero   | Rocky Mountain Construction | 14/06/2014   | 36 m   | 93 km/h.  | 914 m    |
| Batman: The Ride           | Montaña rusa suspendida de Vekoma y única en usar este nombre sin ser una montaña rusa de tipo B&M. Se trata de una Suspended Looping Coaster en la que sus trenes van por debajo de la vía de manera suspendida generando sensaciones muy diferentes a la de una montaña rusa tradicional. | Villa Hollywood  | Vekoma                      | 14/04/2000   | 32 m   | 80 km/h   | 623 m    |
| Boomerang                  | Inaugurada en la ciudad de Puebla en el año de 1982, Boomerang es la primera montaña rusa de su tipo en el mundo. Tiene aproximadamente 50 clones alrededor del planeta. Sus características principales son sus 3 inversiones que realiza de ida y de reversa. Sus trenes son de Arrow Dynamics, sus inversiones son un Cobra Roll y un Loop Vertical. | Villa Hollywood  | Vekoma                      | 1984         | 37 m   | 75 km/h   | 285 m    |
| Kilahuea                   | El sistema del juego libera una presión para hacer disparar la góndola hacia arriba, la cual lleva a los pasajeros hasta su altura máxima. Posteriormente la góndola se libera de arriba hacia abajo creando una sensación mayor a una caída libre. | Pueblo Polinesio | S&S Power                   | 19/04/2000   | 67 m   | 80 km/h.  | 67 m     |
| Super Girl Sky Flight      | Es una atracción giratoria con sillas suspendidas para dos pasajeros cada una, con la peculiaridad de que se elevan por una torre a lo largo del recorrido. Estando en ella en se puede gozar de una hermosa vista panorámica del parque y de la zona sur aledaña de la Ciudad de México. Originalmente se llamaba Sky Screamer, pero para la temporada de 2018, se cambió la temática y el nombre por la súper heroína del universo de DC, Supergirl, por lo que se pasa a llamar Supergirl Sky Flight. En Estados Unidos y Europa esta atracción es conocida como Star Flyer.                             | Villa Hollywood  | FunTime                     | 2015         | 74 m   | 60 km/h   | —        |

### Atracciones familiares
| Nombre                                   | Descripción | Localización     |
| ---------------------------------------- | --- | ---------------- |
| La Fiesta de las Tazas                   | Situado a la entrada del parque, es una plataforma con una tetera al centro, y donde las góndolas simulan tazas de té. Éstas pueden ser giradas por los pasajeros independientemente de la plataforma. Abrió en 2000. | Pueblo Mexicano  |
| Le Grand Carrousel                       | Carrusel de dos pisos de estilo veneciano. En México, existía uno similar en La Feria De Chapultepec, y otro en Gran Plaza Fashion Mall en Guadalajara, Jalisco. | Pueblo Francés   |
| The Joker                                | Inaugurada en 2013, es una montaña rusa giratoria; los carros giran independientemente durante el trayecto, provocando diferentes sensaciones. De esta forma, el viaje es distinto cada vez. Antes de abordar el juego se accede a un túnel con múltiples "trampas" que tratan de desconcertar a los visitantes. Anteriormente pertenecía a Six Flags Discovery Kingdom.   | Pueblo Francés   |
| The Dark Knight Coaster                  | Montaña rusa dentro de un recinto cerrado, donde el recorrido es casi a obscuras. Se caracteriza por su tematización y efectos especiales. El recorrido cuenta con curvas bruscas y caídas repentinas. Fue abierta al público el 21 de marzo de 2009. | Pueblo Vaquero   |
| Expreso Musical                          | Juego giratorio, cuyo recorrido está acompañado de música. El juego recorre a gran velocidad un circuito con desniveles. | Pueblo Francés   |
| Superman: Krypton Coaster                | Pequeña montaña rusa, previamente tematizada de patines en línea. En 2019, debido a la apertura de DC Super Friends, cambia su temática a la de Superman, y su nombre al actual. | DC Super Friends |
| Justice League: Battle For Metropolis 4D | La atracción consiste en derrotar a los secuaces de The Joker, junto con la ayuda de La Liga de la Justicia a través de un inmerso recorrido lleno de efectos especiales. Los asistentes van montados en coches móviles para seis personas, llevan gafas de 3D y pistolas de ficción con las cuales interactúan por todos los escenarios.                                  | Villa Hollywood  |
| Piña Loca                                | Un juego que consiste en varias góndolas con forma de piñas, que dan vueltas de forma automatizada sobre una plataforma giratoria. | Pueblo Polinesio |
| Rock & Roll                              | Es una estructura que eleva y hace girar sus góndolas, que tienen forma de coches antiguos. A su vez, estos giran sobre sí mismos debido a la energía potencial, cinética y fuerza G. Está diseñada con el estilo de la época del Rock And Roll de los años sesenta. | Villa Hollywood  |
| Rueda India                              | La Rueda de la Fortuna de Six Flags México. A diferencia de la clásica Rueda de la Fortuna, sus góndolas pueden hacerse girar individualmente por los pasajeros. El juego cuenta con una temática referente a los indios de Norteamérica. | Pueblo Vaquero   |
| Ruleta                                   | Juego tematizado de Ruleta, con movimientos circulares, donde es posible sentir pequeños airtimes. Es la clásica atracción Trabant, o también conocida cómo "La Ola", que puede encontrarse en varias ferias. | Pueblo Vaquero   |
| Río Salvaje                              | Se trata de un gran recorrido a través de un río donde será inevitable mojarse. Tiene caídas y curvas inesperadas, además de una cascada. Se recorre utilizando balsas amarillas las cuales pueden girarse por los pasajeros a través de un volante central. | Pueblo Mexicano  |
| Aquaman Splashdown                       | Es una góndola a modo de lancha, que sube por un pequeño trayecto, pero al caer sobre el agua, libera un inmenso splash que mojará a sus pasajeros y a todos los que se encuentren cerca. Originalmente se llamaba Splash, pero para la temporada del año 2018, se cambió la temática y el nombre por el súperheroe de DC, Aquaman, pasándose a llamar Aquaman Splashdown. | Villa Hollywood  |
| Tsunami                                  | Es una montaña rusa familiar que anteriormente tenía aspecto de catarina. Más tarde los vagones fueron reemplazados por unos nuevos. | Pueblo Polinesio |
| El Pingüino                              | Góndolas que pueden ser giradas por los pasajeros. Muy parecida a "La Fiesta de las Tazas". | DC Super Friends |
| Los Súper Villanos de Gotham City        | Son sillas voladoras, con temática de Batman. Tienen la peculiaridad de elevarse un poco más de la altura normal que las sillas comunes mientras que su mecanismo hace movimientos ondulantes. Antes de la incorporación de DC Super Friends, se llamaba "Vuelo Alpino".                                                                                                   | DC Super Friends |

### Atracciones Infantiles
| Nombre                             | Descripción | Localización         |
| ---------------------------------- | --- | -------------------- |
| Los Globos de Elmer                | Atracción con góndolas que se elevan simulando el vuelo de globos aerostáticos. | Bugs Bunny Boom Town |
| Marvin el Marciano                 | Una nave que realiza movimiento circula con elevación ligera. | Bugs Bunny Boom Town |
| Looney Tunes Campo de Aventuras    | Un lugar interactivo con Bugs Bunny y todos los personajes de los Looney Tunnes. | Bugs Bunny Boom Town |
| El Tornado de Taz                  | Una plataforma giratoria con sillas colgantes que hará volar por los aires a los pasajeros. | Bugs Bunny Boom Town |
| Pato Lucas Blaster                 | Una atracción interactiva en la que podrás disparar chorros de agua a los demás, mientras que las góndolas a modo de balsas giran en un circuito circular acuático. | Bugs Bunny Boom Town |
| Acme Trucking Co                   | Recorrido en pequeños camiones que recorren una vía con vueltas suaves. | Bugs Bunny Boom Town |
| La mini Torre de Silvestre         | Torre infantil con subidas y bajadas. | Bugs Bunny Boom Town |
| La escuela de Vuelo de Sam Bigotes | Góndolas en forma de avión que los pasajeros podrán elevar por su cuenta, en un recorrido circular que simula un vuelo. | Bugs Bunny Boom Town |
| Looney Tunes Circo Express         | Un recorrido sobre una mini vía de tren con vueltas ligeras y una grandiosa vista. | Bugs Bunny Boom Town |
| Batman Baticópteros                | Atracción con movimientos circulares y suaves elevaciones. | DC Super Friends     |
| DC Super Hero Girls                | Pequeña rueda de la fortuna con movimientos suaves, exclusivamente para las niñas. | DC Super Friends     |
| The Joker y Harley Quinn           | Pequeña góndola giratoria con movimientos pendulares. Podría decirse que el tipo de movimiento que realiza es similar al que tenía la atracción Vudú, pero mucho más liviano al tratarse de una atracción familiar e infantil, y con la diferencia de que se realiza sobre una vía curva. | DC Super Friends     |

### Atracciones clausuradas
Estas atracciones han cerrado en el parque y ya no existen actualmente, debido a su difícil mantenimiento, fallas, reemplazos o problemas relacionados.
- Le Mans: La atracción fue retirada a finales del año 2020. En su lugar, se colocó la casa de terror "Poseídos", para el Festival de Terror del año 2021.
- Vudú: La atracción se retiró previo a la apertura de Crazanity en el año 2020, probablemente por problemas de funcionamiento, desgaste y mantenimiento, puesto que Vudú ya era una atracción muy antigua. Aunque también se presume que cerró por perder su atractivo, al considerarse una atracción del mismo tipo que Crazanity, pero de menor nivel y al estar ubicado justo al lado de la nueva atracción.
- Catapulta: Clausurada en el año 2019, previo a la construcción de Crazanity. Consistía en un brazo de movimientos pendulares. Durante el recorrido la góndola gira sobre sí misma. Tiene similitud con la atracción Curandero.

- Curandero: En mayo del año 2017, Six Flags México inició trabajos para remover esta atracción. Para julio del año 2017, ya había sido retirada y el área quedó vacía. Según una entrevista, fue removido porque el juego requería refacciones muy difíciles de conseguir para que siguiera operando, y al no poder conseguirlas se decidió desmantelarlo. Se trataba de un juego con movimientos pendulares de 360°, con la característica de poner a los pasajeros completamente de cabeza.
- Huracán: Fue clausurada en diciembre del año 2019. Su cierre probablemente se debió al ser una atracción de las más antiguas y al no contar en sus últimos días de operación con suficientes suministros de refacciones y por desgaste natural. Góndola con movimientos pendulares con la característica que sus dos brazos que la maniobran pueden girar en direcciones contrarias, generando diferentes sensaciones a los visitantes mientras los pone de cabeza. Junto con Wipeout, se trataba de uno de los dos modelos de Waikiki Wave Super Flip, que aún se mantenían operando alrededor del mundo. En su lugar se colocó la atracción de terror "La Prisión", para el Festival de Terror del año 2021.
- Canoa Krakatoa: Cerró debido a la construcción de The Joker, pues se encontraba en el área donde estaría la montaña rusa. Era la típica góndola en forma de barco, con movimientos pendulares.
- Viaje Inesperado: Consistía en una sala de proyección 4D, donde a los asistentes se les mostraba una película de fantasía (en una temporada se llegó a proyectar un cortometraje de Bob Esponja), mientras que las góndolas y asientos se movían repentinamente, provocando una experiencia más inmersa. Quedó inoperable mucho tiempo antes de que The Joker fuese inaugurada. La "Zona Q" o donde se hacía fila para entrar, fue adjudicada para esta montaña rusa.

- Chaos: Esta atracción se encontraba en pueblo Suizo. Consistía en una plataforma giratoria que se elevaba hasta quedar en una posición casi vertical (similar a Enterprise). De esta forma las góndolas individuales giraban sobre su propio eje, poniendo a los pasajeros de cabeza con repentinos giros. Cerró debido a su difícil mantenimiento y a que presentaba numerosas fallas al igual que todos los "Chaos" de la cadena Six Flags. El espacio que ocupaba fue destinado para la atracción Slingshot.
- Enterprise: Cuando el parque aún estaba bajo el nombre de Reino Aventura y antes de ser comprado por la corporación Six Flags, esta atracción sufrió un grave accidente. Fabricado Por HUSS, el mecanismo del juego consistía en un disco con góndolas, que giraba a gran velocidad hasta quedar totalmente en su eje vertical, haciendo que los pasajeros quedaran de cabeza debido a la Fuerza G (G Force). El hecho fue que, mientras el juego operaba con normalidad, el sistema hidráulico falló en ese preciso momento, provocando que la estructura cayera a gran velocidad impactando contra el suelo. Algunas personas a bordo tuvieron que ser hospitalizadas urgentemente, otras resultaron heridas y a todos los pasajeros se les recibió atención médica. Afortunadamente el accidente no pasó a mayores. Debido a esto, el juego se desmanteló del parque. El acontecimiento salió en los noticieros de esa época. Este caso sería el único accidente real, de esta especie y hasta la fecha, que ha ocurrido en el parque. Es del tipo de accidentes que ocurren muy escasamente alrededor del mundo en parques temáticos, que normalmente suelen ocurrir por desatención en su mantenimiento y la calidad de la empresa que los opera.
- La Mansión de la Llorona: Cuando aún era conocido como Reino Aventura, y durante un tiempo más, esta atracción operó en el parque siendo en ese entonces la única catalogada como "de terror". Trataba de una casona abandonada, con esqueletos, telarañas y robots grotescos que asustaban a los visitantes. El recorrido era en penumbras sobre vagones individuales.
- Cabaña del Tío Chueco: Era una atracción interactiva ubicada en "Pueblo Vaquero". Se contaba una historia sobre "la cabaña, que había quedado encantada y donde se producían "extraños acontecimientos". Consistía en instalaciones con los pisos y tematización totalmente desnivelados con el propósito de provocar vértigo, desbalance y confusión a los asistentes, al mismo tiempo que se les divertía haciéndoles pasar por algunas dinámicas, por ejemplo, hacerlos sentar en una silla en la que "podías caerte en cualquier momento" por dar la ilusión de sostenerse en dos patas, como si flotara. Algunos de los pasillos y parte de las instalaciones aun existen como acceso a Medusa Steel Coaster.
- Tren de Santa Fe: Se Trataba de un Trenecito que recorría las orillas del parque al sureste, pasando cerca de Atracciones como Rueda India, Huracán, Jr. Roller Coaster, Vuelo Alpino, Boomerang y Splash. Su entrada se ubicaba en lo que ahora es el Acceso a The Dark Knigh Coaster, y justo por la construcción de esta Montaña Rusa fue desmantelado. Aunque aún se logren apreciar las antiguas vías de este tren.
- El Castillo de Mario Bros: Durante la época de Reino Aventura el castillo central albergaba la temática de Mario Bros, recorriendo los diversos mundos hasta encontrarte con Bowser, fue desmantelada pero conservando la estructura donde ocasionalmente instalan atracciones de terror extremo.
- Dolphin Discovery: Dolphin Swim: Abierto en el año 2012, era una atracción en el que los visitantes podían nadar e interactuar con delfines. Estaba ubicado adjunto a Mundo Marino en el Pueblo Francés. Cerró debido a las nuevas leyes de protección ambiental en México.

### Otras atracciones
Dichas atracciones cuentan con un costo adicional, pues no están incluidas en la admisión general del parque.
- Slingshot: Se trata de una atracción muy popular alrededor del mundo en diferentes parques de diversiones. Llegó a al parque el 11 de abril del año 2014[42][43][44] y se ubica en Pueblo Suizo. Es una pequeña cápsula para dos personas sujetada por dos cables, en el que en un momento repentino es lanzada por los aires hasta llegar a una altura de 90 metros y una velocidad de 100 km/h. La característica más notable de esta atracción es la sensación de ingravidez cuando la cápsula llega a su punto más alto, similar a lo que experimenta un astronauta en órbita.[45]

- Coven: Ubicada en el castillo central en Pueblo Suizo, trata sobre las reuniones de un grupo de brujas del cual debes escapar, inicio como atracción del festival de terror pero decidieron conservarla después del mismo con un costo adicional.

- X-Flight: Ubicada a un costado de la montaña rusa Boomerang en Villa Hollywood, esta atracción simula un vuelo al aire libre en forma pendular. A los pasajeros se les deja en caída libre sostenidos de un cable de acero, desde una altura de 57 metros y llegando a velocidades de 112 km/h.[46]

- Go Karts Teen Titans: Son los famosos Go Karts, en los que se compite en una carrera entre los demás visitantes. Se ubica a un costado de Supergirl Sky Flight en Villa Hollywood. Anteriormente se llamaba Hollywood Speedway Go Karts.

### Atracciones temporales
- Terminator X: Fue una atracción temático-interactiva inspirada en la famosa saga de Terminator. Consistía en una guerra entre equipos, donde los jugadores llevaban armas ficticias donde además tenían que luchar contra el sistema "Skynet" y sus escuadrones élite de combate. Los escenarios contaban con múltiples efectos especiales, iluminación y efectos sonoros para crear un ambiente de inmersión de lo que sería muy parecido a un videojuego de Terminator.  Esta experiencia fue traída por The Sudden Entertainment Company, quien trajera al parque The Van Helsing Experience Live!.
- Ghostbusters: En el año 2015, se estrenó esta atracción tematizada de Los Cazafantasmas de esta forma reemplazando al anterior Terminator X.[47][48][49] “El contrato de la licencia de (Terminator) estaba próximo a renovarse con Six Flags México y nos preguntaron qué nuevas marcas teníamos y tuvimos la oportunidad de obtener la licencia de Ghostbusters. Todos nos emocionamos con el proyecto y ha estado en desarrollo durante los últimos meses”, explicó Dominic McChesney, director de Live Attractions World Wide en Sudden Impact Entertainment, encargada de nueva cuenta, de la creación del juego.[50] La atracción esta totalmente inspirada en el concepto original. En esta ocasión, los visitantes son llevados a un "cuartel cazafantasma", donde 8 actores les disponen de "pistolas de protones láser" con las cuales los nuevos reclutas se dividen en dos equipos y se enfrentan mientras que son acechados por los fantasmas. “Todo estará ubicado en el tiempo presente. No tratamos de alterar la marca, pero no quisimos que se viera anticuado. Fue un balance muy difícil de encontrar. La idea es que Los Cazafantasmas se han mudado a los nuevos cuarteles generales de México y han creado un museo tributo". indicó McChesney, además dijo que "Desgraciadamente, las pistolas no serán como las que usaban los personajes de la película" pues debido a una licencia artística se tuvo que modificar el diseño.

- Pandemia: Esta atracción se ubica en el "Pueblo Suizo". Es una escenificación postapocalíptica en la cual los asistentes "son sobrevivientes de un virus mortal, y llegan a un refugio, resguardándose de los zombis, o es lo que ellos creen", pues son perseguidos dentro del recinto por estos monstruosos seres. Esta atracción sólo es válida para mayores de 13 años.[51] En 2016, se abrió como una de las atracciones del "Festival del Terror",[52] aunque se decidió mantenerse en el parque aunque no fuese temporada de este festival.

- Vampire Infestation: Six Flags México construyó en el año 2012 una nueva atracción de terror llamada "The Van Helsing Experience Live" que fue una atracción interactiva de The Sudden Impact! Entertainment Company (Creadores de atracciones de terror alrededor del mundo). Basado en la película de Universal, fue concebida por Lynton V. Harris, renombrado creador de dinámicas atracciones basadas en películas y series de televisión como Madame Tussaud’s Live en Nueva York, Prison Break Live!, y otras llevadas a países como los Estados Unidos, el Reino Unido, China, Tailandia, Malasia, Australia y los Países Bajos. Esta atracción en vez de realizar el recorrido en un tren, se hacía caminando. Se ubicaba en el "Castillo Suizo" del "Pueblo Suizo".

## Festivales de temporada

### Festival del Terror
Se incluyó al parque desde octubre del año 2012. Se trata de una experiencia en la que varias atracciones y áreas del parque son intervenidas con elementos visuales característicos de las celebraciones de Día de Muertos y Halloween. Durante esta época, se crean zonas de espanto y atracciones de terror a lo largo el parque, con diferentes temáticas; esto con la intención de asustar a los asistentes. El acceso a las atracciones de terror no se incluye en una entrada normal al parque y tiene un costo adicional. El Festival se realiza cada año, en la temporada de Día de Muertos; sin embargo, en el año 2020 el evento no se llevó a cabo debido a la situación de la pandemia de COVID-19.

### Christmas in The Park
Se trata de una experiencia en la que todo el parque se llena de adornos navideños, luces, esculturas luminosas y de una temática de la Navidad moderna. En él, se realiza un desfile llamado Christmas Light Parade con carros alegóricos luminosos, música y personajes de los Looney Tunes, Santa Claus, los Reyes Magos, duendes, soldaditos de juguete, acróbatas, listoneras, diversas botargas, la Liga de la Justicia, entre otros. En el año 2016, se incluyeron musicales y una zona de nieve con nieve real, donde los visitantes podían hacer su propio muñeco de nieve en "Snow Smile", deslizarse por toboganes en "Snow Go" y jugar a la guerra de nieve en "Snow X". Además se realizó una versión del desfile llamada "Bolo Fest Parade Navideño de Liverpool". Se realiza cada año durante la temporada navideña. En el año 2020, a raíz de la pandemia de COVID-19, el evento no se llevó a cabo.

### Mardi Gras
En primavera del año 2017, se inauguró por primera vez el Carnaval Mardi Gras, celebrándose durante las fechas de Semana Santa y Pascua. En su primera ocasión, se realizó del 17 de marzo hasta el 30 de abril. Consiste en un magnífico carnaval totalmente inspirado en esta tradición originaria de New Orleans, en el que desfilan carros alegóricos, arlequines, bailarines y también participó Calamardo Tentáculos. En la inauguración del carnaval, la cantante Domenica, Calamardo Tentáculos y el conductor Jorge "El Burro" Van Rankin, arrojaron a los asistentes monedas de chocolate, confeti y collares, haciendo el momento más festivo. Durante esta celebración se preparan menús especiales que pueden consumirse en ciertos restaurantes del parque, en los que destacan la Jambalaya, papa al horno con camarones y la Pizza "Mar y Tierra".

## Espectáculos

### Magic Light Parade
Six Flags México estrenó Magic Light Parade por primera vez el 14 de marzo del año 2008. En otros 5 parques de la cadena Six Flags también se incluyó este proyecto, llamándose Glow in the Park Parade, pero su temporada en ellos terminó en el año 2012, excepto en Six Flags México, donde se mantuvo hasta el año 2019. En México, se presentaba todos los sábados, domingos y días festivos al justo al anochecer. Es un desfile de carros alegóricos con luces fosforescentes. Inicia con grupos de bailarines, cantantes, acróbatas, patinadores y listoneras. En él se pueden ver integrantes de la Liga de la Justicia como Batman, la Mujer Maravilla, Linterna Verde, entre otros, y también desfilan los Looney Tunes. Este desfile inicia desde la atracción Aquaman Splashdown, recorriendo la mayor parte del parque, pasando por Pueblo Suizo, Pueblo Francés y finalizando en Pueblo Vaquero. 

### Espectáculos pasados
- Cowboy Stunt Show: En el año 2013, fue un show al aire libre basado en una historia clásica del Viejo Oeste. Con diversos elementos de acción, caídas, peleas y más. Se realizó en el Teatro Chino de la sección Hollywood. Según la página web de Six Flags México, este show sólo estuvo disponible durante el verano del año 2013.
- Show de Magia: Se trataba de un show en el que un mago realizaba diversos actos de magia. Se realzó en el Teatro Mexicano.
- Presentación Educativa Mundo Marino: Se trataba de una demostración permanente en Six Flags, ubicada en el Pueblo Francés, donde delfines y lobos marinos realizan actos, destrezas y acrobacias en una gran fosa, además de que era posible tomarse fotos y nadar con los delfines a cambio de una cuota. Este show invitaba al público a hacer conciencia sobre el cuidado y la preservación de estas especies. En el año 2017, se creó una ley en contra de los espectáculos con animales, y en el año 2018, se le informó a Six Flags México y a Dolphin Discovery que tenían de 3 a 6 meses para llevar a los animales a un lugar de preservación ambiental, de lo contrario serían demandados. El show cerró en abril del mismo año.
- Batman Stunt Show: Se realizaba en el teatro chino con la temática de ciudad gótica, donde unos villanos atacan la ciudad y llega Batman a salvar el día.
- Show Polinesio: Era una presentación de bailes tahitianos polinesios. A raíz de un incendio que ocurrió en el año 2010, se suspendió este show, ya que el recinto donde se realizaba, el Teatro Samoa, fue alcanzado por el fuego, pues gran parte del recubrimiento de sus instalaciones eran de bambú, hojarasca y paja. Desde ese momento no se volvió a realizar, pero en su lugar se llevan a cabo otros performances, como el This is Pop.
- Ford Performance: Show realizado en el Teatro Chino, inaugurado en agosto del año 2014 bajo el nombre Six Games y renombrado en el año 2016 cómo Ford Performance . Este espectáculo, trataba sobre "El sueño de un niño que quiere ser piloto profesional de autos y, al estar jugando con sus autos de juguete, hace las acrobacias más impresionantes y estas pueden verse materializadas gracias a un casco que es capaz de leer sus sueños[64]". Acróbatas ejecutaban acrobacias en autos de carreras y motocicletas.[65][66]
- This is Pop: Show con bailes de la época de los años 1980 y 1990 donde bailarines ejecutaban impresionantes coreografías. Se realizaba en el Teatro Samoa del Pueblo Polinesio.[67] Al igual que Black Out, contó su versión de Navidad llamada Christmas Pop.
- BlackOut: Este show a diferencia de otros, se llevaba a cabo en total obscuridad dentro del Teatro Mexicano. Performance de diferentes actos y bailes, con luz fluorescente hacía resaltar la ropa de los bailarines mientras realizan diversas coreografías. Este espectáculo está basado en el famoso teatro negro, un concepto en el cual el lenguaje corporal juega un papel fundamental para crear ilusiones ópticas de movimiento. Se incluyó al parque en el año 2013.[68] Tuvo su versión navideña llamada BlackOut Christmas.[69]

## Conciertos
Tras abrir el Teatro Chino, en la parte posterior a Boomerang, se realizó una gran cantidad de eventos y conciertos, destacando la inauguración en el año 2000, por parte del dúo Australiano Savage Garden. También se han presentado Röyksopp, Ladytron, Empire of the Sun, 5ive, Martín Ricca, Concierto Vox (40 Principales), Concierto Exa, RBD, Armin van Buuren, Paul Van Dyk, Darren Hayes, Inna, Dulce María, Moderatto, Hardwell, entre otros. Algunas veces también se utiliza para musicales, eventos ocasionales de lucha libre
| Fecha      | Banda             | País de origen |
| ---------- | ----------------- | -------------- |
| 19/03/2011 | PXNDX             | México         |
|            | La Ley            | Chile          |
|            | Kudai             | Chile          |
| 11/06/2011 | Friendly Fires    | Reino Unido    |
|            | Mcfly             | Reino Unido    |
|            | 5ive              | Reino Unido    |
|            | S Club 7          | Reino Unido    |
| 30/10/2000 | Savage Garden     | Australia      |
| 30/03/2011 | Empire of the Sun | Australia      |
|            | Babasónicos       | Argentina      |
| 05/05/2012 | Dash Berlin       | Países Bajos   |
| 28/12/2007 | Armin Van Buuren  | Países Bajos   |
| 29/08/2008 | Armin Van Buuren  | Países Bajos   |
| 28/12/2012 | Hardwell          | Países Bajos   |
| 29/09/2012 | Axwell            | Suecia         |

## Lucha Premier
Se realizaron 2 eventos de Lucha Libre AAA, llamados Lucha Libre Premier, en Six Flags México, se realizaron en el teatro chino durante los años 2009 y 2010, donde el vencedor obtuvo un trofeo en forma de puño. Los únicos ganadores de este premio fueron Dr. Wagner Jr. (ahora Rey Wagner) y El Mesías.

## Polémica
En el año 2001 y el año 2002, a tan solo dos años de haber sido inaugurado Six Flags México, la Secretaría del Medio Ambiente de la Ciudad de México impuso una multa de 4 millones de pesos mexicanos al parque, "por violar diversas disposiciones de la Ley de Protección Ambiental". Esto propiamente tras iniciar la construcción de una nueva "hypercoaster" (lo que sería la nueva atracción Superman: El Último Escape). Se le sentenció al parque "luego de comprobar que la empresa derribó árboles de la zona de conservación del Ajusco, comenzó obras de construcción sin permiso de las autoridades y sin contar con los estudios de impacto ambiental obligatorios, además de que no contaba con los certificados de uso de suelo ni de patrimonio inmobiliario, a lo cual está obligada, dado que se ubica en un predio propiedad del Distrito Federal". Además de ello, se mencionó que "El parque de diversiones contaba con dos plantas de tratamiento de agua, aunque solo había registrado una, y tampoco cumplió con las disposiciones de protección civil necesarias para su funcionamiento". Debido a lo anterior, un vocero de Six Flags México declaró el 5 de septiembre del año 2002, que "el parque asegura que los trabajos que se estaban realizando, eran en realidad la limpieza de una cañada interior con el fin de cumplir un requerimiento específico de la Secretaría del Medio Ambiente", y que dichos trabajos estaban siendo supervisados por el área ecológica del gobierno y de la delegación Tlalpan. Asimismo, rechazó que se realizó la tala de árboles, porque la Secretaría del Medio Ambiente tiene inventariados todos los que existen en el parque y solamente ha autorizado que se tiren troncos muertos. Six Flags utilizó todos los recursos legales para salir de esta situación y evitar el pago de la multa de 4 millones de pesos. Dos años después de este problema, se reanudó la construcción de Superman: El Último Escape.